# Forrest Hill
Forrest Hill est un quartier d'Albury Ouest en Australie, située dans la zone d'administration locale de la ville d'Albury, dans la région de la Riverina en Nouvelle-Galles du Sud.
Forrest Hill se trouve à environ 3 kilomètres au nord-ouest du centre d'Albury et est bordée par le fleuve Murray au sud. Elle est entourée par les quartiers d'Albury Centre, de Glenroy et d'Albury Ouest.